# Aethiopistreptus attemsi
Aethiopistreptus attemsi är en mångfotingart som beskrevs av Karl Wilhelm Verhoeff 1938. Aethiopistreptus attemsi ingår i släktet Aethiopistreptus och familjen Spirostreptidae. Inga underarter finns listade i Catalogue of Life.